# Emsbüren
Emsbüren est une ville allemande de Basse-Saxe située dans l'arrondissement du Pays de l'Ems. Le canal Dortmund-Ems dessert cette ville par l'écluse de Gleesen.

## Quartiers
|  | 1. Ahlde: 21,40 km2, 433 habitants 2. Berge: 10,12 km2, 2 006 habitants 3. Elbergen: 22,5 km2, 554 habitants 4. Emsbüren: 2 524 habitants 5. Gleesen: 21,7 km2, 883 habitants 6. Leschede: 29,5 km2, 2 063 habitants 7. Listrup: 21,5 km2, 617 habitants 8. Mehringen: 6,56 km2, 1 288 habitants |

## Jumelage
- Losser (Pays-Bas)